# Werner von Fritsch
Werner Thomas Ludwig Freiherr von Fritsch (Benrath, 4 agosto 1880 – Varsavia, 22 settembre 1939) è stato un generale tedesco.
Ufficiale della Wehrmacht, fu Generaloberst dell'Oberkommando des Heeres (OKH) dal 1935 al 1938 e il secondo generale tedesco (dopo Wilhelm Fritz von Roettig) a morire nel corso della seconda guerra mondiale.

## Biografia

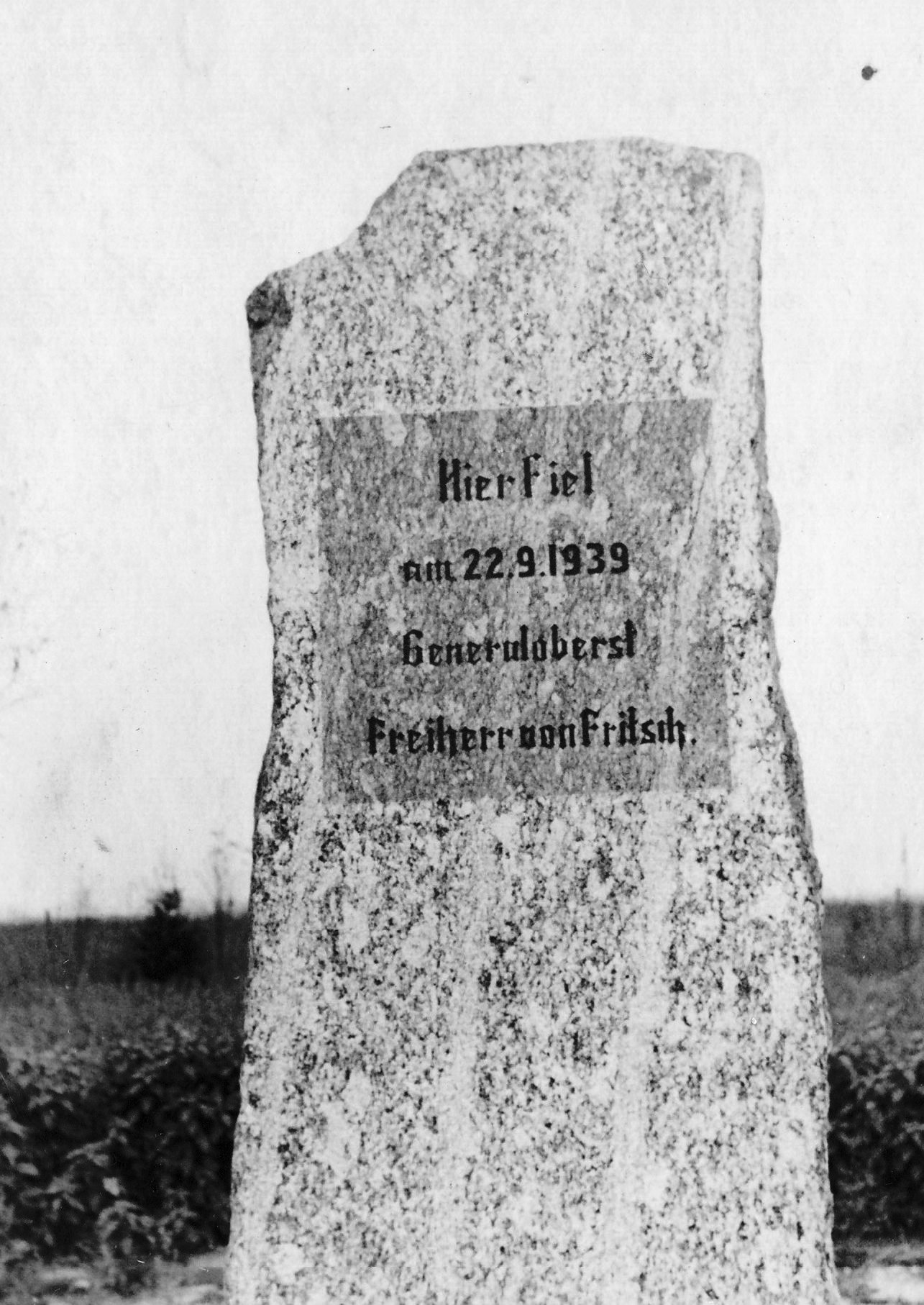
La tomba di von Fritsch

Von Fritsch entrò nell'esercito a 18 anni e seppe guadagnarsi il rispetto dei suoi superiori, che lo trasferirono alla Kriegsakademie, in Prussia. Fu un valoroso soldato durante la prima guerra mondiale e venne decorato con la massima decorazione militare (Pour le Mérite), decorazione che venne attribuita nello stesso periodo anche ad altri personaggi del calibro di Hermann Göring ed Erwin Rommel, e dopo la fine della guerra prestò servizio nella Reichswehr.
Partecipò anche ad una missione di supporto nell'Impero ottomano, alleato della Germania durante la Grande Guerra. In Turchia fu insignito, per il suo aiuto alle truppe ottomane, della Stella di Gallipoli o Mezzaluna di ferro dal sultano Mehmet V.
Nel 1934 fu nominato Generaloberst dell'OKH e con il generale Werner von Blomberg si occupò del riarmo della Germania.
Nel 1938 però Blomberg fu allontanato dall'esercito con l'accusa di aver sposato un'ex prostituta, Erna Gruhn, pur avendo avuto Hitler e Göring come testimoni; i guai presto arrivarono anche per Fritsch che, accusato falsamente di omosessualità da Reinhard Heydrich ed Heinrich Himmler, fu costretto a cedere la sua carica a Walther von Brauchitsch (in quello che fu lo scandalo Fritsch-Blomberg). Anche dopo che si scoprì che le prove contro di lui erano false, Fritsch preferì non riprendersi la carica.
Nel dicembre 1938, a quasi un mese dalla Notte dei cristalli, Fritsch, rimase indignato da quell'avvenimento  ma, al pari di molti altri, per questioni di metodo e non di merito. Affermò che dopo l'ultima guerra, per tornare nuovamente grande, la Germania doveva trionfare in tre distinte battaglie. Quella contro la classe lavoratrice Hitler l'aveva già vinta. Le altre due, contro l'ultramontanismo cattolico e contro gli ebrei, erano ancora in corso di svolgimento. «E la lotta contro gli ebrei» osservava «è la più dura. È doveroso auspicare che tale difficoltà risalti ovunque.»
Allo scoppiò della seconda guerra mondiale fu mandato in Polonia, dove il 22 settembre morì durante un'ispezione sul fronte, secondo la versione ufficiale raggiunto da una pallottola polacca. Alcune fonti dicono egli avrebbe deliberatamente cercato la morte, altre (Victor Klemperer, nel suo Tagebuch) riportano la voce che von Fritsch sia stato eliminato per una faida interna agli alti comandi tedeschi.